# 권영걸
 권영걸(權寧傑, 1951년 ~ )은 대한민국의 대학 교수이다. 경상북도 안동에서 태어나 보성중고등학교와 서울대학교 응용미술학과를 졸업하고, 서울대학교 환경대학원 환경조경학과를 수료하였다. 미국 캘리포니아대학(UCLA) 건축디자인대학원에서 디자인학 석사를, 고려대학교 대학원 건축공학과에서 공학박사를 받았다.
1980년 이후 동덕여자대학교, 이화여자대학교 교수를 역임하였으며, 1998년부터 2014년까지 서울대학교 디자인학부 교수로 재직하며, 공간디자인, 도시디자인, 공공디자인을 강의하였다. 서울대학교 미술대학 14대, 15대 학장을 역임했고, 서울대학교 미술관 관장을 역임하였다.
<신문명디자인>, <나의국가디자인전략>, <공간디자인의 언어>, <공공디자인행정론>, <권영걸 교수의 공공디자인 산책>, <서울을 디자인한다>, <한.중.일의 공간조영- 우리의 공간유전자를 찾아서>, <색채와 디자인비즈니스>, <공간디자인16강> 등 43권의 저서를 펴냈으며, 국내외 학회에서 다수의 공간디자인, 도시디자인, 공공디자인, 색채디자인 관련 논문을 발표하였다.
2007년부터 2009년까지 서울특별시 초대 디자인서울총괄본부장(부시장)을 역임하였다. 서울특별시 (재)서울디자인재단 이사장, (사)한국공공디자인학회 회장, 국회공공디자인포럼 공동대표를 역임하였으며, 국가로부터 황조근정훈장을 수훈하였다. 2014년부터 2016년까지 (주) 한샘 사장 및 DBEW디자인센터 최고디자인경영자로 재직하였고, 2017년에는 서울시 문화상[학술부문]을 수상하였다. 2023년에 제9대 대한민국 디자인 「명예의 전당」에 헌액되었다.
2016년부터 2019년까지 제8대 계원예술대학교 총장으로 재직했으며, 2019년 이후 현재, 서울예술고등학교 교장, 동서대학교 석좌교수, (재)서울디자인재단 이사장, (학)동성학원 재단이사, (사)에스아트플렛폼의 이사장이며, 2023년 이후 현재, 대통령 소속 국가건축정책위원회 위원장이다.

## 같이 보기
- 공간 디자인